# Národní park Channel Islands

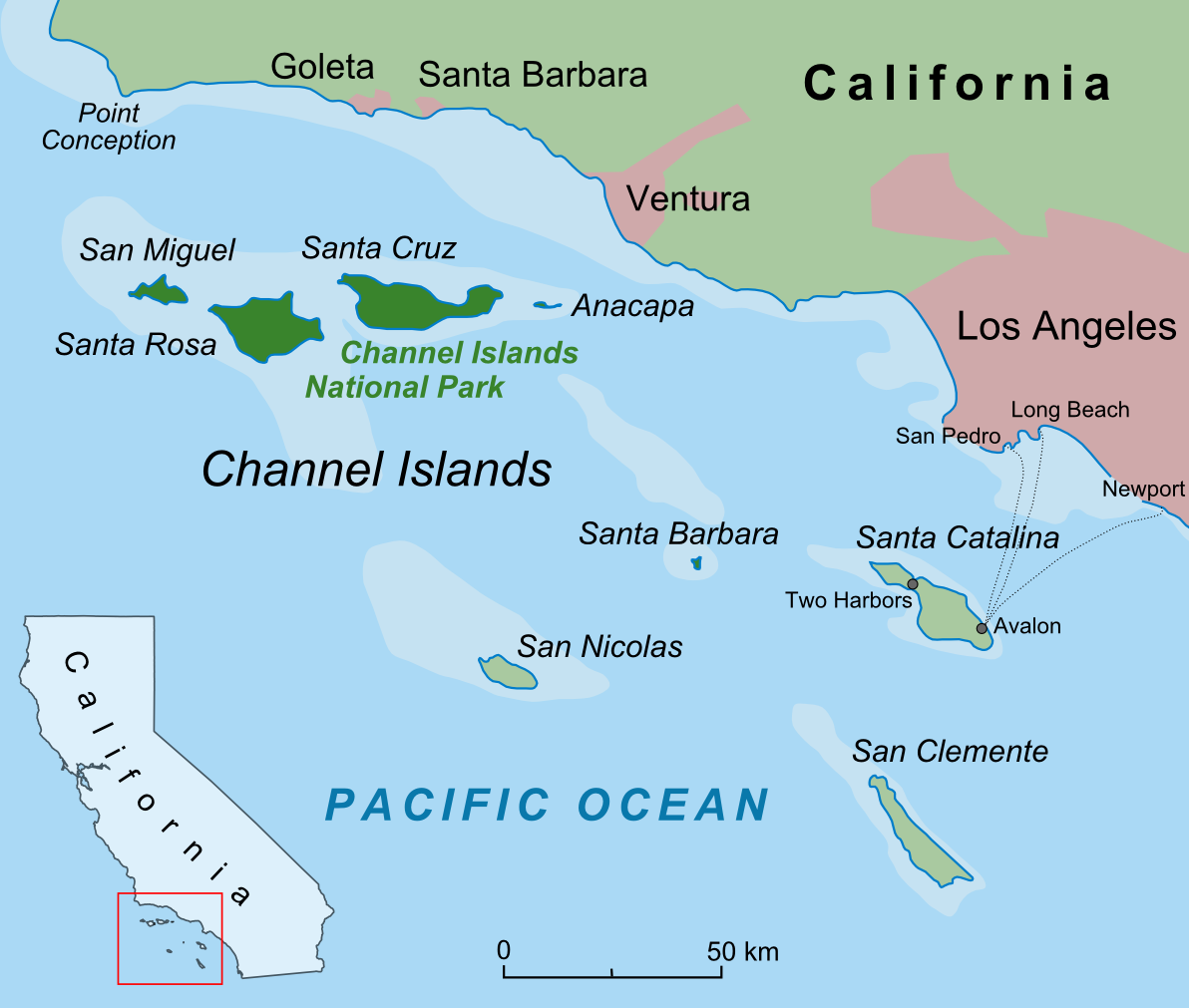
Mapa ostrovů národního parku, tmavě zelené

Národní park Channel Islands (anglicky Channel Islands National Park) je národní park na jihozápadě Kalifornie ve Spojených státech amerických.
Zahrnuje pět z celkem osmi ostrovů Channel Islands. Jsou to ostrovy Anacapa (3 km2), San Miguel (37,7 km2), Santa Cruz (250 km2), Santa Barbara (2,6 km2) a Santa Rosa (215,3 km2). Ostrovy leží ve vzdálenosti 20 km (Anacapa) až 70 km (Santa Barbara) od pobřeží Kalifornie. Rozloha parku je 1 010 km2, z toho polovinu tvoří moře. Přírodní rezervace byla v oblasti založena již v roce 1938, od roku 1980 je národním parkem. Nejbližší město na pevnině je Santa Barbara. Ostrovy byly a jsou poměrně řídce obydlené. Z tohoto důvodu se zde v izolaci zachovala unikátní flora a fauna, včetně archeologických nálezů. Park na souši i na moři zachovává alespoň části původního středomořského ekosystému, který je možné pozorovat pouze na pěti místech na světě.